# Championnat de France masculin de handball 2016-2017
Navigation
Division 1 2015-2016 Starligue 2017-2018
Le Championnat de France masculin de handball 2016-2017 est la soixante-cinquième édition de cette compétition et la première édition depuis que la dénomination de Lidl Starligue a été posée. Il s'agit du plus haut niveau du championnat de France de ce sport.
Quatorze clubs participent à cette édition de la compétition, les douze premiers du précédent championnat ainsi que le champion de France de ProD2 2015-2016 (Saran Loiret Handball) et le vainqueur des barrages d'accession en division 1 (Sélestat AHB).
Lors de cette saison, six clubs représentent la France dans les deux principales coupes européennes. Paris, champion en titre, est qualifié en Ligue des champions et a atteint pour la première fois de son histoire la finale de la compétition. Montpellier et Nantes y ont également participé grâce à une invitation de l'EHF et se sont inclinés respectivement en quart et en huitième de finale. Enfin, trois clubs ont pris part à la Coupe de l'EHF : si Saint-Raphaël a atteint les demi-finales, Chambéry et Créteil ont été éliminés dès les phases préliminaires.
À l'issue de la 24e journée, le Paris Saint-Germain est déclaré champion de France pour la 4e fois de son histoire. Le club de la capitale a également remporté le Trophée des champions puis la Coupe de la Ligue. Le Handball Club de Nantes, également vainqueur de la Coupe de France, termine à la deuxième place et obtient à cette occasion son meilleur classement en championnat.
En bas du classement, le Sélestat Alsace HB a très vite été décroché dans la lutte pour le maintien et retourne en Proligue. Après une lutte à trois avec le Cesson Rennes MHB et le Saran Loiret HB, l'US Créteil, relégable la majeure partie de la saison, est également relégué à l'issue de la dernière journée du championnat.

## Modalités

### Nouvelles règles de jeu 2016
À l'occasion des Jeux olympiques 2016, cinq nouvelles règles ont été introduites par la Fédération internationale de handball (7e joueur de champ, joueur blessé devant attendre 3 attaques avant retourner sur le terrain, jeu passif avec 6 passes maximum, fautes intentionnelles dans les 30 dernières secondes du match sanctionnées par un jet de 7 mètres, carton bleu),,. Ces règles entrent en vigueur dans le championnat comme dans les autres compétitions nationales et internationales.

### Clubs participants
| \| Aix-en-P. Nîmes Chambéry Montpellier Dunkerque Saint- · Raphaël Nantes Cesson-Sévigné Toulouse Sélestat Saran Paris Ivry Créteil \| Localisation des clubs engagés dans le championnat. En rouge, le champion. |
| Aix-en-P. Nîmes Chambéry Montpellier Dunkerque Saint- · Raphaël Nantes Cesson-Sévigné Toulouse Sélestat Saran Paris Ivry Créteil                                                                                  |

Légende des couleurs
- Phase de groupes de la Ligue des champions 2016-2017
- Qualifié pour la Coupe de l'EHF masculine 2016-2017
- Promu de Pro D2 2015-2016

| Club                                | Classement 2015-2016 | Entraîneur                         | Salle                                                          | Capacité théorique | Saisons en D1 |
| ----------------------------------- | -------------------- | ---------------------------------- | -------------------------------------------------------------- | ------------------ | ------------- |
| Paris Saint-Germain Handball        | 1                    | Zvonimir Serdarušić                | Stade Pierre-de-Coubertin Halle Georges-Carpentier             | 4 016 4 272        | 29e           |
| Saint-Raphaël Var Handball          | 2                    | Joël da Silva                      | Palais des sports Jean-François Krakowski                      | 2 000              | 11e           |
| Handball Club de Nantes             | 3                    | Thierry Anti                       | Salle de la Trocardière Hall XXL de la Beaujoire               | 4 500 11 019       | 09e           |
| Montpellier Handball                | 4                    | Patrice Canayer                    | Palais des sports René-Bougnol Arena de Montpellier            | 3 000 9 853        | 22e           |
| Chambéry Savoie Mont-Blanc Handball | 5                    | Ivica Obrvan                       | Le Phare                                                       | 4 500              | 23e           |
| Union sportive de Créteil           | 6                    | Christophe Mazel                   | Palais des sports Robert-Oubron                                | 2 398              | 30e           |
| Dunkerque Handball Grand Littoral   | 7                    | Patrick Cazal                      | Salle Dewerdt                                                  | 2 500              | 26e           |
| Cesson Rennes Métropole Handball    | 8                    | Yérime Sylla                       | Palais des Sports de la Valette Parc des expositions de Rennes | 1 400 5 500        | 08e           |
| Fenix Toulouse Handball             | 9                    | Philippe Gardent                   | Palais des sports André-Brouat                                 | 3 751              | 21e           |
| USAM Nîmes Gard                     | 10                   | Franck Maurice                     | Le Parnasse                                                    | 4 191              | 30e           |
| Union sportive d'Ivry               | 11                   | Rastko Stefanović                  | Gymnase Auguste Delaune                                        | 1 500              | 59e           |
| Pays d'Aix Université Club handball | 12                   | Didier de Samie & Jérôme Fernandez | Complexe du Val de l'Arc                                       | 1 200              | 05e           |
| Saran Loiret Handball               | 1 (D2)               | Fabien Courtial                    | Halle du Bois Joly                                             | 850                | 01re          |
| Sélestat Alsace Handball            | 2 (D2)               | Christian Gaudin                   | CSI Sélestat Rhénus Sport                                      | 2 300 5 500        | 22e           |

### Qualifications européennes
Conformément au règlement de la Fédération européenne de handball (EHF), les modalités de qualification pour la saison 2016/2017 sont les suivantes :
- Le champion de France 2016/2017 est qualifié en Ligue des champions,
- Le vice-champion de France 2016/2017 est qualifié en Coupe de l'EHF masculine 2017-2018,
- Les vainqueurs des éditions 2016/2017 de la Coupe de la Ligue et de la Coupe de France sont qualifiés en Coupe de l'EHF. Si le vainqueur d’une de ces deux coupe est déjà qualifié via le championnat, cette place qualificative est réattribuée selon le classement du championnat.

Les 3 clubs qualifiés pour la Coupe de l'EHF ont la possibilité de déposer un dossier auprès de l'EHF pour obtenir une place en Ligue des champions, l'EHF statuera lors d'un comité exécutif sur la qualification de ces équipes pour cette dernière.

## Composition des équipes
Cette section liste la composition et les transferts des équipes participantes.
L'âge, le club, le nombre de sélections et le nombre de buts sont en date du 8 juin 2017, date de la dernière journée du championnat.

### Aix-en-Provence (PAUC)
Transferts
| Arrivées (vient de) | Départs (part à) |
| --- | --- |
| - Ayoub Abdi ( CRB Baraki, ) - Thomas Bauer ( Istres OPH) - Jordan Camarero ( HBC Nantes) - Mohamed Mamdouh ( Zamalek SC, ) - Sergiy Onufriyenko ( Paris Saint-Germain) - Ali Zein ( Al Jazira, ) | - Michal Kasal ( BM Granollers, ) - Robin Capelle ( Istres OPH) - Jérémy Courtois ( Tremblay-en-France) - Isais Guardiola ( HC Erlangen, ) - Pierre Marche ( Tremblay-en-France) - Joan Saubich ( FC Barcelone, ) - Vladica Stojanović ( Ramat HaSharon, ) - Luc Tobie ( USAM Nîmes Gard) - Vincent Vially ( GFC Ajaccio) |

### Cesson Rennes MHB
Transferts
| Arrivées (vient de) | Départs (part à) |
| --- | --- |
| - Geir Gudmundsson ( Valur Reykjavik, ) - Guðmundur Hólmar Helgason ( Valur Reykjavik, ) - Jef Lettens ( Saran Loiret HB) - Allan Villeminot ( Montpellier Handball rés.) | - Damir Batinović ( Tremblay-en-France) - Romain Briffe ( Chambéry SMB) - Nemanja Mladenović ( RK Metalurg Skopje, ) - Mickaël Robin ( US Créteil) - Michele Skatar ( Montélimar) |

### Chambéry SMB HB
Transferts
| Arrivées (vient de) | Départs (part à) |
| --- | --- |
| - Romain Briffe ( Cesson Rennes MHB) - Fahrudin Melić ( Paris Saint-Germain) - Julien Meyer ( Sélestat AHB) - Quentin Minel ( US Créteil) | - Maxime Diot ( Dijon BHB) - Jerko Matulić ( HBC Nantes) - Timothey N'Guessan ( FC Barcelone, ) - Cédric Paty ( Retraite) - Radivoje Ristanović ( Inconnu, ) |

### US Créteil
Transferts
| Arrivées (vient de)                                                                                               | Départs (part à) |
| --- | --- |
| - Juan Castro Álvarez (es) ( SCDR Anaitasuna, ) - Martin Petiot ( Dijon BHB) - Mickaël Robin ( Cesson Rennes MHB) | - Sergio de la Salud ( Chartres MHB 28) - Vaidotas Grosas ( Istres OPH) - Quentin Minel ( Chambéry SMB) - Thibault Minel ( Sélestat AHB) - Étienne Mocquais ( UMS Pontault-Combault) - Nedim Remili ( Paris Saint-Germain) - Erwan Siakam-Kadji ( Tremblay-en-France) |

### Dunkerque HGL
Transferts
| Arrivées (vient de)               | Départs (part à)                                                         |
| --------------------------------- | ------------------------------------------------------------------------ |
| - Guillaume Joli ( HSG Wetzlar, ) | - Théophile Caussé ( Montpellier Handball) - Pedrag Vejin ( Al Jazira, ) |

### US Ivry
Transferts
| Arrivées (vient de) | Départs (part à) |
| --- | --- |
| - Micke Brasseleur ( Coburg 2000, ) - Juan del Arco ( El Jaish SC, ) - Vasja Furlan ( Tatran Prešov, ) - Morten Vium ( Ribe-Esbjerg HH, ) | - Vincent Mabire ( JS Cherbourg) - Mirko Popović ( Billère Handball) - Pablo Simonet ( Club Balonmano Benidorm, ) - Sebastián Simonet ( CB Ademar León, ) - Thomas Zirn ( Amiens Picardie Hand) |

### Montpellier HB
Transferts
| Arrivées (vient de) | Départs (part à) |
| --- | --- |
| - Arnaud Bingo ( Tremblay-en-France) - Théophile Caussé ( Dunkerque HGL) - Valentin Porte ( Fenix Toulouse Handball) - Nikola Portner ( Kadetten Schaffhausen, ) - Jonas Truchanovičius ( Union Juri Leoben, ) - Miha Žvižej ( Fenix Toulouse Handball) | - Felipe Borges, sans club - José Costa ( ABC Braga/Uminho, ) - Allahkaram Esteki ( Dinamo Bucarest, ) - Matej Gaber ( SC Pick Szeged, ) - Dragan Gajić ( MVM Veszprém KC, ) - Alexandre Saidani ( Frontignan) - Arnaud Siffert ( HBC Nantes) - Allan Villeminot ( Cesson Rennes MHB) |

### HBC Nantes
Transferts
| Arrivées (vient de) | Départs (part à) |
| --- | --- |
| - Senjamin Burić ( RK Gorenje Velenje, ) - Cyril Dumoulin ( Fenix Toulouse Handball) - Alberto Entrerríos ( HBC Nantes, Entraineur adjoint) - Eduardo Gurbindo ( FC Barcelone, ) - Dominik Klein ( THW Kiel, ) - Jerko Matulić ( Chambéry SMB) - Olivier Nyokas ( HBW Balingen-Weilstetten, ) - Arnaud Siffert ( Montpellier Handball) | - Uroš Bundalo ( HC Erlangen, ) - Jordan Camarero ( Pays d'Aix UCH) - Alberto Entrerríos ( Retraite) - Sime Ivić ( Wisła Płock, ) - Vitaly Komogorov ( HC Odorhei, ) - Valero Rivera ( FC Barcelone, ) - Rodrigo Salinas Muñoz ( Chartres MHB 28) - Julien Salmon ( Angers Noyant Handball) - Matías Schulz ( Pfadi Winterthur, ) - Gorazd Škof ( Paris Saint-Germain) |

### USAM Nîmes
Transferts
| Arrivées (vient de) | Départs (part à)                                                                                                   |
| --- | --- |
| - Aljoša Rezar ( Tremblay-en-France) - Rémi Salou ( Tremblay-en-France) - Stevan Sretenovic ( RK Partizan Belgrade, ) - Luc Tobie ( Pays d'Aix UCH) | - Yassine Idrissi ( Fenix Toulouse Handball) - Guillaume Saurina ( CSM Bucarest, ) - Damien Waeghe ( Mulhouse HSA) |

### Paris Saint-Germain
Transferts
| Arrivées (vient de) | Départs (part à) |
| --- | --- |
| - Uwe Gensheimer ( Rhein-Neckar Löwen, ) - Jesper Nielsen ( Füchse Berlin, ) - Nedim Remili ( US Créteil) - Gorazd Škof ( HBC Nantes) - Luka Stepančić ( RK Zagreb, ) | - Patrice Annonay ( Tremblay-en-France) - Robert Gunnarsson ( AGF Aarhus Håndbold, ) - Samuel Honrubia ( Tremblay-en-France) - Sergiy Onufriyenko ( Pays d'Aix UCH) - Fahrudin Melić ( Chambéry SMB) - Igor Vori ( RK Zagreb, ) |

### Saran Loiret HB
Transferts
| Arrivées (vient de) | Départs (part à)                   |
| --- | ---------------------------------- |
| - Igor Anic ( THW Kiel, ) - Ibrahima Diaw ( CSM Bucarest, ) - Alexis Jallamion ( UMS Pontault-Combault) - Miroslav Kočić ( Beşiktaş JK, ) - Jernej Papez ( MRK Krka, ) | - Jef Lettens ( Cesson Rennes MHB) |

### Saint-Raphaël VHB
Transferts
| Arrivées (vient de)                                                                 | Départs (part à)                                                                                       |
| ----------------------------------------------------------------------------------- | --- |
| - Daniel Sarmiento ( FC Barcelone, ) - Artsem Karalek ( SKA Minsk, , décembre 2016) | - Arnor Atlason ( Aalborg Håndbold, ) - Ognjen Djeric ( Sélestat AHB) - Tom Guillermin ( Sélestat AHB) |

### Sélestat AHB
Transferts
| Arrivées (vient de) | Départs (part à) |
| --- | --- |
| - Ognjen Djeric ( Saint-Raphaël VHB) - Tom Guillermin ( Saint-Raphaël VHB) - Antoine Gutfreund ( Dijon BHB) - Thibault Minel ( US Créteil) - Abdelkader Rahim ( Istres OPH) - Bart Ravensbergen ( Targos Bevo HC, ) | - Thierry Fleurival ( Martigues) - Florent Joli ( OGC Nice) - Edouard Kempf ( Paris Saint-Germain rés.) - Julien Meyer ( Chambéry SMB) - Igor Vujić ( RK PPD Zagreb, ) |

### Fenix Toulouse
Transferts
| Arrivées (vient de) | Départs (part à) |
| --- | --- |
| - Andreas Cederholm ( IFK Kristianstad, ) - Yassine Idrissi ( USAM Nîmes Gard) - Petr Linhart ( Talent MAT Plzeň, ) - Fredric Pettersson ( IFK Kristianstad, ) - Ferrán Solé ( BM Granollers, ) - Romain Ternel ( Tremblay-en-France) | - Cyril Dumoulin ( HBC Nantes) - Goce Georgievski ( CSM Bucarest, ) - Vladimir Osmajić ( RK Budvanska Rivijera, ) - Jackson Pavadé ( Grand Nancy MHB) - Valentin Porte ( Montpellier Handball) - Miha Žvižej ( Montpellier Handball) |

## Budgets et salaires
Le budget des clubs est :
| Clubs                               | Budget 2016-17 (en millions d'€) | Évolution       | Évolution | Budget 2015-16 (en millions d'€) |
| ----------------------------------- | -------------------------------- | --------------- | --------- | -------------------------------- |
| Paris Saint-Germain Handball        | 17,4 M€                          | en augmentation | +5,1 %    | 16,6 M€                          |
| Montpellier Handball                | 7,2 M€                           | en diminution   | −3,9 %    | 7,5 M€                           |
| Handball Club de Nantes             | 4,9 M€                           | en augmentation | +7,7 %    | 4,6 M€                           |
| Chambéry Savoie Mont-Blanc Handball | 4,1 M€                           | en augmentation | +7 %      | 3,8 M€                           |
| Pays d'Aix Université Club handball | 4,1 M€                           | en augmentation | +1 %      | 4,1 M€                           |
| Saint-Raphaël Var Handball          | 4,0 M€                           | en augmentation | +7,5 %    | 3,7 M€                           |
| Dunkerque Handball Grand Littoral   | 4,0 M€                           | en diminution   | −4,3 %    | 4,2 M€                           |
| Fenix Toulouse Handball             | 3,5 M€                           | en diminution   | −2,8 %    | 3,6 M€                           |
| USAM Nîmes Gard                     | 3,2 M€                           | en augmentation | +17,2 %   | 2,7 M€                           |
| Union sportive de Créteil           | 3,1 M€                           | en diminution   | −6,6 %    | 3,3 M€                           |
| Union sportive d'Ivry               | 2,9 M€                           | en augmentation | +6,2 %    | 2,7 M€                           |
| Sélestat Alsace Handball            | 2,3 M€                           | en augmentation | +53,3 %   | 1,5 M€                           |
| Cesson Rennes Métropole Handball    | 2,1 M€                           | en augmentation | +2,9 %    | 2,0 M€                           |
| Saran Loiret Handball               | 1,9 M€                           | en augmentation | +111,1 %  | 0,9 M€                           |
| Budget moyen                        | 4,62 M€                          | en augmentation | +14,4 %   | 4,37 M€                          |
| Budget moyen (hors PSG)             | 3,63 M€                          | en augmentation | +15,1 %   | 3,43 M€                          |

### Droits TV et marketing
Avec l'arrivée cette saison d'un partenariat de naming (Lidl) et la saison dernière d'un nouveau diffuseur TV (beIN Sports), une enveloppe d'environ 5 000 000 € est à répartir entre les clubs du championnat. Un mode de répartition est mis en place avec une partie fixe assurée avec les droits marketing (41 600 €) et des droits TV de 127 175 € dont 50 000 € au titre de l'« Enveloppe Développement »,. De plus, les  droits TV comportent une partie variable indexée sur le classement à l'issue de la saison, comprise entre 97 241 et 0 €,.
| Rang en championnat | Droits marketing | Droits TV | Droits TV     | Total     |
| Rang en championnat | Droits marketing | Part fixe | Part variable | Total     |
| ------------------- | ---------------- | --------- | ------------- | --------- |
| 1                   | 41 600 €         | 127 175 € | 97 241 €      | 266 016 € |
| 2                   | 41 600 €         | 127 175 € | 83 349 €      | 252 124 € |
| 3                   | 41 600 €         | 127 175 € | 74 088 €      | 242 863 € |
| 4                   | 41 600 €         | 127 175 € | 50 936 €      | 219 711 € |
| 5                   | 41 600 €         | 127 175 € | 37 044 €      | 205 819 € |
| 6                   | 41 600 €         | 127 175 € | 32 414 €      | 201 189 € |
| 7                   | 41 600 €         | 127 175 € | 27 783 €      | 196 558 € |
| 8                   | 41 600 €         | 127 175 € | 18 522 €      | 187 297 € |
| 9                   | 41 600 €         | 127 175 € | 13 892 €      | 182 667 € |
| 10                  | 41 600 €         | 127 175 € | 11 576 €      | 180 351 € |
| 11                  | 41 600 €         | 127 175 € | 9 261 €       | 178 036 € |
| 12                  | 41 600 €         | 127 175 € | 6 946 €       | 175 721 € |
| 13                  | 41 600 €         | 127 175 € | 0 €           | 168 775 € |
| 14                  | 41 600 €         | 127 175 € | 0 €           | 168 775 € |

### Tableau de affluences 2016/2017
Le taux de remplissage général est de 82 % hors délocalisations et une affluence moyenne de 2403 spectateurs. Les délocalisations ont une nouvelle fois permis de gonfler les chiffres, avec Nantes (106 %), Saran (128 %), Montpellier (129 %) et Cesson (138 %) qui possèdent un taux de remplissage supérieur à la capacité générale de leur salle principale !
| Rang  | Clubs                               | Affluence | Affluence | Taux de remplissage | Évolution |
| Rang  | Clubs                               | Total     | Par match | Taux de remplissage | Évolution |
| ----- | ----------------------------------- | --------- | --------- | ------------------- | --------- |
| 1     | Handball Club de Nantes             | 63 682    | 4899      | 106 %               | +14,53 %  |
| 2     | Montpellier Handball                | 48 657    | 3743      | 129 %               | -3,35 %   |
| 3     | Chambéry Savoie Mont-Blanc Handball | 45 768    | 3521      | 80 %                | +7,94 %   |
| 4     | USAM Nîmes Gard                     | 34 478    | 2652      | 78 %                | +0,52 %   |
| 5     | Paris Saint-Germain Handball        | 34 061    | 2620      | 77 %                | -1,15 %   |
| 6     | Fenix Toulouse Handball             | 33 224    | 2556      | 61 %                | +0,50 %   |
| 7     | Dunkerque Handball Grand Littoral   | 28 584    | 2199      | 92 %                | +3,50 %   |
| 8     | Sélestat Alsace Handball            | 27 313    | 2101      | 91 %                | +2,49 %   |
| 9     | Cesson Rennes Métropole Handball    | 25 200    | 1938      | 138 %               | -3,96 %   |
| 10    | Saran Loiret Handball               | 23 981    | 1845      | 128 %               | +43,15 %  |
| 11    | Saint-Raphaël Var Handball          | 20 258    | 1558      | 78 %                | -4,95 %   |
| 12    | Pays d'Aix Université Club handball | 20 100    | 1546      | 99 %                | -0,50 %   |
| 13    | Union sportive de Créteil handball  | 19 594    | 1507      | 60 %                | -7,76 %   |
| 14    | Union sportive d'Ivry handball      | 12 443    | 957       | 64 %                | -5,50 %   |
| Total | Total                               | 437 343   | 2715      | 89 %                | +5,63 %   |

## Compétition

### Classement
|    | Équipe                     | Pts | J  | G  | N | P  | Bp  | Bc  | Diff | Dép  |
| -- | -------------------------- | --- | -- | -- | - | -- | --- | --- | ---- | ---- |
| 1  | Paris Saint-Germain T S L  | 48  | 26 | 24 | 0 | 2  | 899 | 729 | 170  | -    |
| 2  | HBC Nantes C               | 45  | 26 | 22 | 1 | 3  | 843 | 732 | 111  | -    |
| 3  | Montpellier Handball       | 40  | 26 | 20 | 0 | 6  | 848 | 704 | 144  | -    |
| 4  | Saint-Raphaël VHB          | 35  | 26 | 16 | 3 | 7  | 746 | 691 | 55   | -    |
| 5  | Chambéry SMB HB            | 26  | 26 | 13 | 0 | 13 | 727 | 702 | 25   | +7b  |
| 6  | Dunkerque HGL              | 26  | 26 | 12 | 2 | 12 | 699 | 711 | -12  | -7b  |
| 7  | Fenix Toulouse             | 25  | 26 | 11 | 3 | 12 | 749 | 779 | -30  | -    |
| 8  | Pays d'Aix UCH             | 22  | 26 | 10 | 2 | 14 | 761 | 769 | -8   | 6pts |
| 9  | US Ivry                    | 22  | 26 | 9  | 4 | 13 | 705 | 740 | -35  | 4pts |
| 10 | USAM Nîmes Gard            | 22  | 26 | 10 | 2 | 14 | 703 | 733 | -30  | 2pts |
| 11 | Cesson Rennes MHB          | 16  | 26 | 6  | 4 | 16 | 681 | 748 | -67  | +6b  |
| 12 | Saran Loiret HB P          | 16  | 26 | 6  | 4 | 16 | 745 | 845 | -100 | -1b  |
| 13 | US Créteil                 | 16  | 26 | 7  | 2 | 17 | 738 | 815 | -77  | -5b  |
| 14 | Sélestat Alsace Handball P | 5   | 26 | 2  | 1 | 23 | 616 | 762 | -146 | -    |

Ligue des champions 2017-2018
- Champion et qualifié
- Invité sur dossier

Coupe de l'EHF masculine 2017-2018
- Qualifié (2e et vainqueurs des coupes)
- Invité sur dossier

Relégation en Proligue 2017-2018
- Relégué

Abréviations
- T : Tenant du titre 2016
- C : Vainqueur de la Coupe de France 2016-2017
- L : Vainqueur de la Coupe de la Ligue 2016-2017
- S : Vainqueur du Trophée des Champions 2016
- P : Promus de Pro D2 2015-2016

### Matchs
| Résultats (dom.\ext.)                                      | Aix   | CesR  | Chamb | Crét  | Dunk  | Ivry  | Montp | Nant  | Nîm   | Paris | Saran | St-Ra | Sél   | Toul  |
| Pays d'Aix UCH                                             |       | 34-25 | 25-32 | 32-22 | 31-35 | 28-30 | 22-31 | 33-38 | 32-27 | 28-30 | 27-30 | 29-29 | 33-28 | 38-35 |
| Cesson Rennes MHB                                          | 31-34 |       | 22-33 | 33-23 | 23-22 | 31-26 | 28-37 | 27-33 | 24-24 | 22-28 | 26-25 | 25-22 | 22-24 | 26-26 |
| Chambéry SMB HB                                            | 27-25 | 27-25 |       | 29-30 | 29-20 | 29-25 | 33-30 | 32-34 | 17-22 | 26-33 | 26-28 | 28-23 | 36-23 | 30-29 |
| US Créteil                                                 | 27-27 | 28-27 | 31-29 |       | 31-34 | 29-29 | 24-32 | 26-32 | 25-29 | 28-29 | 35-36 | 31-37 | 30-24 | 27-29 |
| Dunkerque HGL                                              | 27-21 | 27-25 | 24-22 | 34-30 |       | 31-20 | 26-31 | 26-34 | 23-23 | 27-37 | 27-29 | 27-23 | 29-21 | 24-24 |
| US Ivry                                                    | 23-28 | 27-27 | 27-24 | 27-28 | 28-21 |       | 30-29 | 29-30 | 33-23 | 21-31 | 35-31 | 21-28 | 27-22 | 32-28 |
| Montpellier HB                                             | 36-32 | 35-28 | 29-25 | 35-27 | 38-26 | 32-27 |       | 25-26 | 37-30 | 33-34 | 42-28 | 33-25 | 31-20 | 31-29 |
| HBC Nantes                                                 | 34-28 | 29-25 | 30-27 | 35-29 | 27-23 | 30-30 | 30-33 |       | 29-33 | 37-31 | 34-25 | 38-33 | 40-29 | 42-27 |
| USAM Nîmes Gard                                            | 25-29 | 30-24 | 23-25 | 30-26 | 26-23 | 29-27 | 21-34 | 31-34 |       | 33-36 | 25-28 | 26-28 | 31-20 | 22-27 |
| Paris SG                                                   | 34-32 | 41-28 | 31-25 | 39-32 | 36-29 | 40-26 | 31-25 | 37-38 | 37-23 |       | 30-29 | 28-24 | 38-25 | 42-31 |
| Saran Loiret                                               | 26-28 | 30-26 | 33-36 | 32-37 | 23-37 | 32-32 | 20-37 | 27-31 | 31-39 | 32-44 |       | 27-44 | 28-28 | 28-29 |
| St-Raphaël VHB                                             | 31-29 | 29-29 | 30-25 | 39-28 | 26-21 | 27-21 | 27-26 | 23-21 | 29-25 | 29-32 | 30-30 |       | 25-18 | 31-25 |
| Sélestat AHB                                               | 28-29 | 19-21 | 20-27 | 26-27 | 24-26 | 24-25 | 27-34 | 19-27 | 22-25 | 19-32 | 30-27 | 24-28 |       | 26-32 |
| Toulouse                                                   | 28-27 | 35-31 | 30-28 | 30-27 | 29-30 | 28-27 | 28-32 | 24-30 | 33-28 | 27-38 | 30-30 | 24-26 | 32-26 |       |
| - Victoire à domicile - Match nul - Victoire à l'extérieur |       |       |       |       |       |       |       |       |       |       |       |       |       |       |

### Évolution du classement
- Leader du classement

| CHA | Paris SG | Paris SG | Paris SG | Paris SG | Paris SG | Paris SG | Paris SG | Paris SG | Paris SG | Paris SG | Paris SG | Paris SG | Paris SG | Paris SG | Paris SG | Paris SG | Paris SG | Paris SG | Paris SG | Paris SG | Paris SG | Paris SG | Paris SG | Paris SG | Paris SG |
|     |          |          |          |          |          |          |          |          |          |          |          |          |          |          |          |          |          |          |          |          |          |          |          |          |          |
| 01  | 02       | 03       | 04       | 05       | 06       | 07       | 08       | 09       | 10       | 11       | 12       | 13       | 14       | 15       | 16       | 17       | 18       | 19       | 20       | 21       | 22       | 23       | 24       | 25       | 26       |

- Journée par journée

| Club        | 1  | 2  | 3  | 4  | 5  | 6  | 7  | 8  | 9  | 10 | 11 | 12 | 13 | 14 | 15 | 16 | 17 | 18 | 19 | 20 | 21 | 22 | 23 | 24 | 25 | 26 |
| ----------- | -- | -- | -- | -- | -- | -- | -- | -- | -- | -- | -- | -- | -- | -- | -- | -- | -- | -- | -- | -- | -- | -- | -- | -- | -- | -- |
| Paris SG    | 3  | 1  | 1  | 1  | 1  | 1  | 1  | 1  | 1  | 1  | 1  | 1  | 1  | 1  | 1  | 1  | 1  | 1  | 1  | 1  | 1  | 1  | 1  | 1  | 1  | 1  |
| Nantes      | 2  | 4  | 2  | 2  | 2  | 2  | 3  | 2  | 2  | 2  | 2  | 2  | 2  | 2  | 2  | 2  | 2  | 2  | 2  | 2  | 2  | 2  | 2  | 2  | 2  | 2  |
| Montpellier | 4  | 8  | 6  | 3  | 4  | 4  | 4  | 3  | 4  | 4  | 3  | 4  | 4  | 4  | 3  | 4  | 3  | 3  | 3  | 3  | 3  | 3  | 3  | 3  | 3  | 3  |
| St-Raphaël  | 8  | 5  | 3  | 5  | 3  | 3  | 2  | 4  | 3  | 3  | 4  | 3  | 3  | 3  | 4  | 3  | 4  | 4  | 4  | 4  | 4  | 4  | 4  | 4  | 4  | 4  |
| Chambéry    | 1  | 6  | 4  | 8  | 5  | 5  | 5  | 5  | 5  | 5  | 5  | 5  | 5  | 5  | 6  | 5  | 5  | 5  | 5  | 5  | 6  | 6  | 6  | 5  | 5  | 5  |
| Dunkerque   | 14 | 9  | 11 | 11 | 13 | 13 | 13 | 12 | 12 | 12 | 12 | 12 | 11 | 11 | 12 | 12 | 12 | 11 | 10 | 10 | 10 | 10 | 10 | 8  | 6  | 6  |
| Toulouse    | 10 | 13 | 9  | 10 | 11 | 10 | 9  | 7  | 8  | 8  | 8  | 7  | 6  | 6  | 5  | 6  | 7  | 7  | 8  | 8  | 8  | 7  | 7  | 6  | 7  | 7  |
| Aix         | 6  | 2  | 5  | 6  | 7  | 8  | 8  | 6  | 7  | 6  | 7  | 9  | 9  | 9  | 8  | 7  | 6  | 6  | 6  | 6  | 7  | 8  | 9  | 7  | 8  | 8  |
| Ivry        | 11 | 7  | 8  | 9  | 8  | 9  | 11 | 10 | 10 | 10 | 10 | 10 | 10 | 10 | 10 | 10 | 9  | 9  | 9  | 9  | 9  | 9  | 8  | 10 | 9  | 9  |
| Nîmes       | 5  | 3  | 7  | 4  | 6  | 7  | 6  | 8  | 6  | 7  | 6  | 6  | 7  | 7  | 9  | 9  | 8  | 8  | 7  | 7  | 5  | 5  | 5  | 9  | 10 | 10 |
| Cesson      | 13 | 12 | 14 | 13 | 9  | 6  | 7  | 9  | 9  | 9  | 9  | 11 | 12 | 12 | 11 | 11 | 11 | 12 | 12 | 12 | 11 | 11 | 11 | 11 | 11 | 11 |
| Saran       | 7  | 10 | 12 | 12 | 12 | 11 | 10 | 11 | 11 | 11 | 11 | 8  | 8  | 8  | 7  | 8  | 10 | 10 | 11 | 11 | 12 | 12 | 12 | 12 | 13 | 12 |
| Créteil     | 12 | 14 | 10 | 7  | 10 | 12 | 12 | 13 | 13 | 13 | 13 | 13 | 13 | 13 | 13 | 13 | 13 | 13 | 13 | 13 | 13 | 13 | 13 | 13 | 12 | 13 |
| Sélestat    | 9  | 11 | 13 | 14 | 14 | 14 | 14 | 14 | 14 | 14 | 14 | 14 | 14 | 14 | 14 | 14 | 14 | 14 | 14 | 14 | 14 | 14 | 14 | 14 | 14 | 14 |

Légende :  : leader (1re place) —  : qualification européenne (2e place) —  : places de relégable (13e et 14e places)

## Statistiques et récompenses

### Élection du joueur du mois
Chaque mois, l'Association des joueurs professionnels de handball (AJPH) désigne trois joueurs parmi lesquels les internautes élisent le meilleur du mois en championnat :
| Mois      | Joueur                                          | Autres nommés                                 | Autres nommés                                    |
| --------- | ----------------------------------------------- | --------------------------------------------- | ------------------------------------------------ |
| Septembre | Jean-Jacques Acquevillo (56 %, Saran Loiret HB) | Yann Genty (34 %, Chambéry SMBH)              | Snorri Steinn Guðjónsson (10 %, USAM Nîmes Gard) |
| Octobre   | Matthieu Drouhin (62 %, Saran Loiret HB)        | Vincent Gérard (20 %, Montpellier Handball)   | Uwe Gensheimer (18 %, Paris St-Germain)          |
| Novembre  | Nicolas Claire (42%, HBC Nantes)                | Rémi Desbonnet (33%, USAM Nîmes Gard)         | Nikola Karabatic (25%, Paris St-Germain)         |
| Décembre  | Cyril Dumoulin (74 %, HBC Nantes)               | Raphaël Caucheteux (19 %, Saint-Raphaël VHB)  | Morten Vium (7 %, US Ivry)                       |
| Février   | Jean-Loup Faustin (70 %, Montpellier Handball)  | Mihai Popescu (19 %, Saint-Raphaël VHB)       | Nemanja Ilić (11 %, Fenix Toulouse)              |
| Mars      | Hugo Descat (55 %, US Créteil)                  | Ferrán Solé (23 %, Fenix Toulouse)            | Mikkel Hansen (22 %, Paris St-Germain)           |
| Avril     | Jure Dolenec (78 %, Montpellier Handball)       | Raphaël Caucheteux (13 %, Saint-Raphaël VHB)  | Nedim Remili (9 %, Paris St-Germain)             |
| Mai       | David Balaguer (62 %, HBC Nantes)               | Ludovic Fabregas (30 %, Montpellier Handball) | Uwe Gensheimer (8 %, Paris St-Germain)           |

### Meilleurs handballeurs de l'année
Le 9 juin 2017, les Trophées LNH 2017 ont  été décernés,. La liste des nommés a été dévoilée le 23 mai et les votes se sont déroulés du 23 mai au 2 juin sur le site de la LNH :
| Catégorie                                                      | Joueur                                       | Catégorie              | Joueur                                        |
| Meilleur joueur : Nikola Karabatic (Paris Saint-Germain, 24 %) |                                              |                        |                                               |
| Meilleur gardien de but                                        | Vincent Gérard (Montpellier Handball, 52 %)  | Meilleur défenseur     | Ludovic Fabregas (Montpellier Handball, 61 %) |
| Meilleur gardien de but                                        | Thierry Omeyer (Paris Saint-Germain)         | Meilleur défenseur     | Luka Karabatic (Paris Saint-Germain)          |
| Meilleur gardien de but                                        | Mihai Popescu (Saint-Raphaël VHB)            | Meilleur défenseur     | Karl Konan (Pays d'Aix UCH)                   |
| Meilleur ailier gauche                                         | Uwe Gensheimer (Paris Saint-Germain, 64 %)   | Meilleur ailier droit  | David Balaguer (HBC Nantes, 69 %)             |
| Meilleur ailier gauche                                         | Raphaël Caucheteux (Saint-Raphaël VHB)       | Meilleur ailier droit  | Fahrudin Melić (Chambéry SMB HB)              |
| Meilleur ailier gauche                                         | Hugo Descat (US Créteil)                     | Meilleur ailier droit  | Morten Vium (US Ivry)                         |
| Meilleur arrière gauche                                        | Mikkel Hansen (Paris Saint-Germain, 72 %)    | Meilleur arrière droit | Jure Dolenec (Montpellier Handball, 48 %)     |
| Meilleur arrière gauche                                        | Jérémy Suty (Cesson Rennes MHB)              | Meilleur arrière droit | Eduardo Gurbindo (HBC Nantes)                 |
| Meilleur arrière gauche                                        | Jonas Truchanovičius (Montpellier Handball)  | Meilleur arrière droit | Nedim Remili (Paris Saint-Germain)            |
| Meilleur demi-centre                                           | Nikola Karabatic (Paris Saint-Germain, 44 %) | Meilleur pivot         | Ludovic Fabregas (Montpellier Handball, 59 %) |
| Meilleur demi-centre                                           | Romain Briffe (Chambéry SMB HB)              | Meilleur pivot         | Luka Karabatic (Paris Saint-Germain)          |
| Meilleur demi-centre                                           | Nicolas Claire (HBC Nantes)                  | Meilleur pivot         | Nicolas Tournat (HBC Nantes)                  |
| Meilleur espoir                                                | Melvyn Richardson (Chambéry SMB HB, 42,5%)   | Meilleur entraîneur    | Thierry Anti (HBC Nantes, 52 %)               |
| Meilleur espoir                                                | Jean-Loup Faustin (Montpellier Handball)     | Meilleur entraîneur    | Patrice Canayer (Montpellier Handball)        |
| Meilleur espoir                                                | Artsem Karalek (Saint-Raphaël VHB)           | Meilleur entraîneur    | Zvonimir Serdarušić (Paris Saint-Germain)     |
| Meilleur espoir                                                | Johannes Marescot (Chambéry SMB HB)          | Meilleur entraîneur    | -                                             |
| Meilleur espoir                                                | Aymeric Minne (Pays d'Aix UCH)               | Meilleur entraîneur    | -                                             |

### Meilleurs buteurs
À l'issue de la compétition, les meilleurs buteurs sont :
| #  | Joueur                   | Club                    | Buts / Tirs | % Tir   | MJ | BPM  | 7m      |
| -- | ------------------------ | ----------------------- | ----------- | ------- | -- | ---- | ------- |
| 1  | Uwe Gensheimer           | Paris Saint-Germain     | 167 / 231   | 72,29 % | 24 | 6,96 | 55 / 66 |
| 2  | Hugo Descat              | US Créteil              | 158 / 221   | 71,49 % | 26 | 6,08 | 65 / 90 |
| 3  | Morten Vium              | US Ivry                 | 152 / 198   | 76,77 % | 26 | 5,85 | 73 / 90 |
| 4  | Raphaël Caucheteux       | Saint-Raphaël VHB       | 150 / 212   | 70,75 % | 26 | 5,77 | 58 / 71 |
| 5  | David Balaguer           | HBC Nantes              | 138 / 196   | 70,41 % | 25 | 5,52 | 33 / 44 |
| 6  | Jure Dolenec             | Montpellier Handball    | 132 / 168   | 78,57 % | 26 | 5,08 | 36 / 39 |
| 7  | Fahrudin Melić           | Chambéry SMB HB         | 130 / 194   | 67,01 % | 26 | 5    | 30 / 42 |
| 8  | Nemanja Ilić             | Fenix Toulouse Handball | 130 / 206   | 63,11 % | 26 | 5    | 37 / 55 |
| 9  | Snorri Steinn Guðjónsson | USAM Nîmes Gard         | 127 / 234   | 54,27 % | 24 | 5,29 | 56 / 74 |
| 10 | Nicolas Claire           | HBC Nantes              | 125 / 194   | 64,43 % | 25 | 5    | 39 / 48 |

### Meilleurs passeurs
À l'issue de la compétition, les joueurs ayant fait le plus de passes décisives[à définir] sont :
| #  | Joueur             | Club                    | Passes | MJ | PPM  |
| -- | ------------------ | ----------------------- | ------ | -- | ---- |
| 1  | Yann Gheysen       | Saran Loiret Handball   | 44     | 26 | 1,69 |
| 2  | Tomi Vozab         | Saran Loiret Handball   | 37     | 22 | 1,68 |
| 3  | Nikola Karabatic   | Paris Saint-Germain     | 36     | 25 | 1,44 |
| 4  | Romain Briffe      | Chambéry SMB HB         | 31     | 25 | 1,24 |
| 5  | Maxime Gilbert     | Fenix Toulouse Handball | 31     | 26 | 1,19 |
| 6  | Adrien Dipanda     | Saint-Raphaël VHB       | 29     | 23 | 1,26 |
| 7  | Nicolas Claire     | HBC Nantes              | 26     | 25 | 1,04 |
| 8  | Nuno Grilo Pereira | US Créteil              | 25     | 13 | 1,92 |
| 9  | Eduardo Gurbindo   | HBC Nantes              | 25     | 26 | 0,96 |
| 10 | Daniel Sarmiento   | Saint-Raphaël VHB       | 23     | 22 | 1,05 |

### Meilleurs gardiens de buts
À l'issue de la compétition, les meilleurs gardiens de buts de la saison sont :
| #  | Joueur                 | Club                       | Arrêts / Tirs | % arrêts | MJ | APM   | 7 m     |
| -- | ---------------------- | -------------------------- | ------------- | -------- | -- | ----- | ------- |
| 1  | Yann Genty             | Chambéry SMBH              | 243 / 721     | 33,70 %  | 25 | 9,72  | 10 / 56 |
| 2  | Cyril Dumoulin         | HBC Nantes                 | 240 / 693     | 34,63 %  | 25 | 9,60  | 14 / 49 |
| 3  | Thierry Omeyer         | Paris Saint-Germain        | 235 / 674     | 34,87 %  | 26 | 9,04  | 13 / 64 |
| 4  | François-Xavier Chapon | US Ivry                    | 235 / 702     | 33,48 %  | 26 | 9,04  | 13 / 67 |
| 5  | Mickael Robin          | US Créteil                 | 234 / 759     | 30,83 %  | 24 | 9,75  | 21 / 66 |
| 6  | Vincent Gérard         | Montpellier Handball       | 224 / 611     | 36,66 %  | 21 | 10,67 | 14 / 60 |
| 7  | Thomas Bauer           | Pays d'Aix UCH             | 199 / 645     | 30,85 %  | 25 | 7,96  | 8 / 58  |
| 8  | Aljoša Rezar           | USAM Nîmes Gard            | 198 / 559     | 35,42 %  | 26 | 7,62  | 15 / 54 |
| 9  | Mihai Popescu          | Saint-Raphaël Var Handball | 193 / 549     | 35,15 %  | 20 | 9,65  | 7 / 36  |
| 10 | Kevin Bonnefoi         | Cesson Rennes MHB          | 189 / 571     | 33,10 %  | 19 | 9,95  | 16 / 57 |

## Bilan de la saison
| Tableau d'honneur de la saison 2016-2017   |                                     |                                           |
| Compétition                                | Vainqueur                           | Commentaire                               |
| Championnat de France                      | Paris Saint-Germain Handball        | 4e victoire                               |
| Coupe de France                            | HBC Nantes                          | 1re victoire                              |
| Coupe de la Ligue                          | Paris Saint-Germain                 | 1re victoire                              |
| Trophée des champions                      | Paris Saint-Germain                 | 3e victoire                               |
| Bilan en coupes d'Europe 2016-2017         |                                     |                                           |
| Compétition                                | Qualifiés                           | Commentaire                               |
| Ligue des champions, poule haute           | Paris Saint-Germain                 | Finaliste                                 |
| Ligue des champions, poule basse           | Montpellier Handball                | éliminé en quarts de finale               |
| Ligue des champions, poule basse           | Handball Club de Nantes             | éliminé par le PSG en huitièmes de finale |
| Coupe de l'EHF                             | Saint-Raphaël Var Handball          | 4e place                                  |
| Coupe de l'EHF                             | Chambéry Savoie Mont-Blanc Handball | Éliminé au deuxième tour                  |
| Coupe de l'EHF                             | Union sportive de Créteil handball  | Éliminé au premier tour                   |
| Qualifications européennes 2017-2018       |                                     |                                           |
| Compétition                                | Qualifiés                           | Commentaire                               |
| Ligue des champions, poule haute           | Paris Saint-Germain Handball        | Champion de France                        |
| Ligue des champions, poule haute           | HBC Nantes (invité)                 | Vainqueur de la Coupe de France           |
| Ligue des champions, poule basse           | Montpellier Handball (invité)       | 3e du championnat                         |
| Coupe de l'EHF                             | Saint-Raphaël Var Handball          | 4e du championnat                         |
| Coupe de l'EHF                             | Chambéry SMB HB (invité)            | 5e du championnat                         |
| Promotions et relégations                  |                                     |                                           |
| Relégués en Championnat de France de D2    | Union sportive de Créteil handball  | Après 3 saisons en D1                     |
| Relégués en Championnat de France de D2    | Sélestat Alsace Handball            | Après 1 saison en D1                      |
| Promu : Champion de France de D2           | Tremblay-en-France Handball         | Retour après 1 saison en D2               |
| Promu : Vainqueur des barrages d'accession | Massy Essonne Handball              | Retour après 18 saisons en D2 et N1       |

### Qualifications sur dossier en coupes d'Europe
Les clubs qualifiés pour la Coupe de l'EHF ont la possibilité de déposer un dossier auprès de l'EHF pour prendre part à la Ligue des champions. Le HBC Nantes (vice-champion de France) et le Montpellier Handball (3e du championnat) ont ainsi fait une demande et ont été retenus : Nantes en poule haute et Montpellier en poule basse,. En revanche, le Saint-Raphaël VHB, 4e du championnat mais non retenu la saison précédente bien qu’étant alors vice-champion, n’a pas déposé de dossier.
De même, les clubs non qualifiés pour la Coupe de l'EHF ont la possibilité de déposer un dossier auprès de l'EHF pour prendre part à la compétition. Ainsi, le dossier du Chambéry SH a été retenu pour participer à la Coupe de l'EHF mais pas celui du Dunkerque HGL.
| Équipe                            | Statut                                                         | Décision                                                        |
| --------------------------------- | -------------------------------------------------------------- | --------------------------------------------------------------- |
| HBC Nantes                        | 2e du Championnat de France et vainqueur de la coupe de France | : retenu en poule haute de la Ligue des Champions               |
| Montpellier Handball              | 3e du Championnat de France                                    | : retenu en poule basse de la Ligue des Champions               |
| Chambéry SH                       | 5e du Championnat de France                                    | : retenu pour les tours de qualification de la Coupe de l'EHF   |
| Dunkerque Handball Grand Littoral | 6e du Championnat de France                                    | Non retenu pour les tours de qualification de la Coupe de l'EHF |